# Kurt Reis
Kurt Reis (Pseudonyme: Conte Costello, Stephan Karolyi, Mario Markus, Axel von Orlowski, Kurt Ritter, * 7. November 1928 in Düsseldorf) ist ein deutscher Schriftsteller.

## Leben
Kurt Reis promovierte 1958 an der Universität Köln mit einer Arbeit über Gottfried Keller zum Doktor der Philosophie. In den Fünfzigerjahren war er als Journalist tätig und verfasste unter mehreren Pseudonymen historische Romane, Jugendbücher, Hörspiele, Kurzgeschichten und Kriminalromane (Jerry Cotton); später übersetzte er auch aus dem Englischen.  Ab Ende der 1960er Jahre war er bis zu seiner Pensionierung als Gymnasiallehrer für Deutsch und Englisch an einem Technischen Gymnasium in Freiburg im Breisgau tätig.

## Werke
- Don Juan, der große Abenteurer, Berlin [u. a.] 1952
- Franz Liszt, Liebesträume, Berlin [u. a.] 1952 (unter dem Namen Stephan Karolyi)
- Die letzte Zarin, Berlin [u. a.] 1952 (unter dem Namen Axel von Orlowski)
- Maria Theresia, Berlin [u. a.] 1952
- Marie Antoinette, Berlin [u. a.] 1952
- Messalina, Berlin [u. a.] 1952 (unter dem Namen Conte Costello)
- Paganini und die Frauen, Berlin [u. a.] 1952
- Christine von Schweden, Berlin [u. a.] 1953 (unter dem Namen Stephan Karolyi)
- Lola Montez und Ludwig von Bayern, Berlin [u. a.] 1954 (unter dem Namen Conte Costello)
- Caruso, Berlin [u. a.] 1955
- Madame Dubarry, Berlin [u. a.] 1955
- Die Pompadour, Berlin [u. a.] 1955 (unter dem Namen Stephan Karolyi)
- Der Taucher von Jamaika, Düsseldorf 1956 (unter dem Namen Kurt Ritter)
- Chinas letzte Kaiserin, Berlin [u. a.] 1957 (unter dem Namen Axel von Orlowski)
- Der Freischütz, Rosenheim 1957 (unter dem Namen Mario Markus)
- Die Hexe von Augsburg, Berlin [u. a.] 1957 (unter dem Namen Stephan Karolyi)
- Mit Pferd und Kanu durch Kanada, Düsseldorf 1957 (unter dem Namen Kurt Ritter)
- Spuk in Grau, Colmar 1957 (unter dem Namen Kurt Ritter)
- Was ihr wollt, Rosenheim 1957 (unter dem Namen Mario Markus)
- Die zweiheitliche Ordnung im Aufbaustil Gottfried Kellers, Köln 1958

## Übersetzungen
- Walter Clement Alvarez: Arzt mit Leib und Seele, Düsseldorf [u. a.] 1964
- Tibor Mende: China, Düsseldorf [u. a.] 1961
- George Pálóczi-Hórvath: Sex, Düsseldorf [u. a.] 1968
- Shigeru Yoshida: Japan im Wiederaufstieg, Düsseldorf [u. a.] 1963